# Dalton Trevisan
Dalton Jérson Trevisan (n. 14 iunie 1925, Curitiba, Paraná, Brazilia – d. 9 decembrie 2024, Curitiba, Paraná, Brazilia) este un scriitor brazilian de povestiri scurte. A fost descris ca fiind un "aclamat cronicar de povestiri scurte care prezinta moravurile și dramele populare din clasa de jos”. Trevisan a câștigat Premiul Camões în 2012, cel mai important premiu literar pentru scriitorii de limbă portugheză, premiu care valoreaza 100.000 de euro.
Povestirile sale scurte sunt inspirate din viața cotidiană a orașului natal Curitiba, deși prezintă și caractere și situații cu înțeles universal. Poveștile sale extrem de concise și rafinatr au fost numite "Haiku în proză". Acestea sunt adesea bazate pe dialog, folosind un limbaj popular, și subliniază aspecte chinuitoare și absurde din viața de zi cu zi. Deseori brutale, povestirile sale pot fi considerate reversul povestirilor moralizatoare, expunerea unei culturi de perversiune și violență subliniind ipocrizia clasei de mijloc.
A absolvit dreptul la Universitatea Federală din Paraná dar rareori a lucrat in acest domeniu.

## Opera
- Abismo de Rosas (1976)
- Ah, É? (1994)
- A Faca No Coração (1975)
- A Guerra Conjugal (1969)
- A Polaquinha (1985) (novel)
- Arara Bêbada (2004)
- A Trombeta do Anjo Vingador (1977)
- Capitu Sou Eu (2003)
- Cemitério de Elefantes (1964)
- 111 Ais (2000)
- Chorinho Brejeiro (1981)
- Contos Eróticos (1984)
- Crimes de Paixão (1978)
- Desastres do Amor (1968)
- Dinorá – Novos Mistérios (1994)
- 234 (1997)
- Em Busca de Curitiba Perdida (1992)
- Essas Malditas Mulheres (1982)
- Gente Em Conflito (com Antônio de Alcântara Machado) (2004)
- Lincha Tarado (1980)
- Macho não ganha flor (2006)
- Meu Querido Assassino (1983)
- Morte na Praça (1964)
- Mistérios de Curitiba (1968)
- Noites de Amor em Granada
- Novelas nada Exemplares (1959)
- 99 Corruíras Nanicas (2002)
- O Grande Deflorador (2002)
- O Pássaro de Cinco Asas (1974)
- O Rei da Terra (1972)
- O Vampiro de Curitiba (1965) (The Vampire of Curitiba)
- Pão e Sangue (1988)
- Pico na veia (2002)
- Primeiro Livro de Contos (1979)
- Quem tem medo de vampiro? (1998)
- Vinte Contos Menores (1979)
- Virgem Louca, Loucos Beijos (1979)
- Vozes do Retrato – Quinze Histórias de Mentiras e Verdades (1998)